# Anahi dentata
Anahi dentata är en skalbaggsart som beskrevs av Federico Ocampo och Ruiz-manzanos 2007. Anahi dentata ingår i släktet Anahi och familjen Melolonthidae. Inga underarter finns listade i Catalogue of Life.